# デルタ・フォース (映画)
『デルタ・フォース』(The Delta Force) は1986年のアメリカ合衆国・イスラエルのアクション映画。チャック・ノリス、リー・マーヴィン主演、人質救出を任務とするアメリカ陸軍特殊部隊デルタフォースの活動を描いている。メナヘム・ゴーラン監督作品。

## ストーリー
1985年、カイロ発アテネ・ローマ経由ニューヨーク行きの旅客機アメリカン・トラベル・ウェイ(ATW)282便がアラブ人テロリストのアブドルによってハイジャックされた。アブドルは新世界革命機構を自称し、乗員乗客を乗せたままベイルートへ進路を変更させる。機長の機転により早期にハイジャック信号（スコーク7500）を管制塔へ送ったため、アメリカ大使館を通じてホワイトハウスに通報が行き、これを受けてアメリカ陸軍はニック・アレクサンダー大佐を呼び出し、人質救出任務を行う対テロ部隊デルタフォースを召集・出動させるよう命令する。
ベイルートにてハイジャック犯の同志10数人が282便に乗り込み、代わりに人質の一部が降ろされ、別の場所に監禁されてしまう。282便は離陸し、アブドルからアルジェへ向かうよう命令される。アルジェ国際空港で人質のうち女子供の解放が許されるが、その直後に突入しようとしたデルタフォースを、解放された282便の客室乗務員イングリットが「人質は別の場所にもいて、制圧作戦が知られたらみんな殺される」と制止する。作戦は失敗した挙句、人質となっていたアメリカ人が見せしめとして殺害されてしまう。
マッコイ少佐はピートと共にベイルート入りし、協力者であるイスラエルの工作員レフィ・アミルと合流し、人質が監禁されているアブドルのアジトに近付くが、正体が露見してアミルが殺害されてしまう。アブドルたちの追撃を振り切ったマッコイとピートは、イスラエルから海路で潜入したアレクサンダーたち本隊と合流し、新世界革命機構本部、人質がいるアジトをそれぞれ奇襲する。マッコイはアジトにいたアメリカ人の人質の救出に成功するが、新世界革命機構本部に監禁されていたユダヤ人とテロリストたちに逃げられてしまう。
空港に向かうアブドルたちを発見したマッコイたちは奇襲を仕掛けてユダヤ人を救出し、テロリストたちを殲滅する。しかし、作戦中にピートが撃たれ重傷を負い、アブドルに逃げられてしまう。マッコイは282便の奪還に向かったアレクサンダーに合流するように部下たちに命令し、単身アブドルを追跡する。アブドルは近隣の民家に隠れていたが、マッコイに発見され殺害される。アレクサンダーたちはテロリストたちを排除して282便を奪還し、人質たちと共に脱出を図る。異変に気付いた周囲のテロリストたちが大挙して押し寄せるが、駆け付けたマッコイに殲滅され、282便は無事にベイルートを脱出する。人質たちは脱出を喜び合うが、デルタフォースの隊員たちはピートが機中で死亡し悲嘆に暮れる。
ベン・グリオン国際空港に到着した282便は民衆から歓迎を受け、人質たちは家族との再会を喜ぶ。彼らが喜ぶ姿を横目に、デルタフォースの隊員たちはピートの遺体と供にアメリカ軍の輸送機に乗り込み、民衆の歓声を浴びながらアメリカへと帰国する。

## 出演
| 役名                       | 俳優                     | 日本語吹替                    |
| 役名                       | 俳優                     | TBS版 （追加録音部分）        |
| -------------------------- | ------------------------ | ----------------------------- |
| スコット・マッコイ少佐     | チャック・ノリス         | 小川真司 （藤真秀）           |
| ニック・アレクサンダー大佐 | リー・マーヴィン         | 納谷悟朗 （関智一）           |
| ベン・カプラン             | マーティン・バルサム     | 藤本譲 （中村大志）           |
| ハリー・ゴールドマン       | ジョーイ・ビショップ     | 北村弘一 （越後屋コースケ）   |
| アブドル・ラファイ         | ロバート・フォスター     | 池田勝 （池田勝）             |
| シルビア・ゴールドマン     | レイニー・カザン         | 片岡富枝 （坂本悠里）         |
| オマリー神父               | ジョージ・ケネディ       | 加藤正之 （井上健一）         |
| イングリット               | ハンナ・シグラ           | 吉田理保子 （水落幸子）       |
| ディブラ・レヴァイン       | スーザン・ストラスバーグ | さとうあい                    |
| キャンベル機長             | ボー・スヴェンソン       | 仲木隆司                      |
| ウッドブリッジ将軍         | ロバート・ヴォーン       | 糸博 （中村大志）             |
| イーディー・カプラン       | シェリー・ウィンタース   | 竹口安芸子 （葉瀬ふみの）     |
| ピート・ピーターソン       | ウィリアム・ウォーレス   | 谷口節                        |
| ボビー                     | スティーヴ・ジェームス   | 西村知道                      |
| シスター・メアリー         | キム・デラニー           | 好村俊子 （小美濃麻衣）       |
| エレン                     | ナタリー・ロス           | 高田由美                      |
| テッド                     | ジェリー・ハイマン       | 田原アルノ                    |
| デービッド                 | エフダ・エフローニ       | 伊井篤史 （モアイ岩下）       |
| ムスタファ                 | デヴィッド・メナヘム     | 小室正幸 （藤原聖侑）         |
| ジャファー                 | アビ・ロジア             | 塚田正昭                      |
| ジャミール                 | ウリ・ガブリエル         | 筈見純 （田中智士）           |
| イサーム                   | メナヘム・エイニー       | 桜井敏治                      |
| マーガレット尼             |                          | 佐々木優子                    |
| 大臣                       |                          | 村松康雄                      |
| 日本語版スタッフ           |                          |                               |
| 演出                       | 演出                     | 小山悟 （春日一伸）           |
| 翻訳                       | 翻訳                     | 井場洋子 （村治佳子）         |
| 調整                       | 調整                     | 荒井孝                        |
| 効果                       | 効果                     | 遠藤堯雄 桜井俊哉             |
| プロデューサー             | プロデューサー           | 上田正人                      |
| 制作                       | 制作                     | 東北新社 （プロセンスタジオ） |

- 日本語吹替 - 初回放送1988年1月26日『ザ・ロードショー』
  - 2015年9月2日発売の『吹替の名盤』シリーズDVDに収録（約92分）
  - 2024年12月25日発売のBDには、放送時カットされたシーンを追加録音した吹替完声版を収録

## スタッフ
- 製作総指揮：メナヘム・ゴーラン
- 監督：メナハム・ゴーラン、ヨーラン・グローバス
- 脚本：ジェームス・ブルーナー、メナハム・ゴーラン
- 音楽：アラン・シルヴェストリ
- 撮影：デビッド・ガーフィンケル
- 編集：アラン・ヤクボビッチ
- プロダクション・デザイン：ルシサノ・スパドニ
- 第2班監督：カルロス・ギル
- スタント・コーディネーター：ドン・バイク
- 軍事コンサルタント：ジム・モナガン

## 撮影場所
この映画はほぼ全てがイスラエルで撮影された。メナハム・ゴーランとヨーラム・グローブスによって作られたGGイスラエルスタジオが主に活用された。ベイルート空港、アルジェ空港、アテネ空港、テルアビブ空港のシーンは全てイスラエルのベン・グリオン国際空港で撮影された。そのため、一部の空港シーンにてヘブライ語の文字とイスラエル警察のエンブレムが確認できる。

## ロケーション
- 映画中に登場するC-130輸送機はイスラエル空軍から貸し出された物。
  - 冒頭 (C-130H シリアルナンバー102/4X-FBA・KC-130H シリアルナンバー436/4X-FBW)
  - アルジェから離陸する機 (C-130E シリアルナンバー208/4X-FBP)
  - 大西洋上・アルジェ着陸時・最後の撤収時 (C-130H シリアルナンバー106/4X-FBB)
- 22年間グリーンベレーに所属していた米退役特殊部隊員ジム・モナガンがテクニカル・アドバイザーとして脚本作りに参加している[2]。

## オールスター・キャスト
公開時の宣伝コピーは、“豪華12スター10年に一度の夢の競演！”と題された。豪華12スターに数えられなかった当時、新人のキム・デラニーだったがポスターには囲みのスチールが加えられていた。公開時点でアカデミー賞受賞者4名、ノミネーター2名、公開後のノミネーター1名。ゴールデングローブ賞受賞者2名、ノミネーター5名、公開後のノミネーター1名。トニー賞受賞者1名。エミー賞受賞者3名、公開後の受賞者2名、ノミネーター1名。ハリウッド殿堂入り俳優が1名、公開後の殿堂入り俳優が3名。カンヌ国際映画祭/女優賞受賞者、ベルリン国際映画祭/男優賞受賞者、ベルリン国際映画祭/女優賞受賞者、ヴェネツィア国際映画祭/審査員特別賞受賞者、各1名。他多数の賞の受賞者、ノミネーター多数。
| 俳優                     | アカデミー賞                                                                                                | ゴールデングローブ賞 | トニー賞                | エミー賞 | ハリウッド・ウォーク・オブ・フェーム | その他の主な受賞 |
| ------------------------ | --- | --- | ----------------------- | --- | ------------------------------------ | --- |
| チャック・ノリス         | | |                         | | 映画部門 殿堂入り（1989）            | ショー・ウェスト・コンベンションUSA インターナショナル・ボックス・オフィス・スター・オブ・ザ・イヤー受賞（1982） ショー・ウェスト・コンベンションUSA アクションスター・オブ・ザ・イヤー受賞（1992） TVガイド賞/フェイバリット男優賞 ノミネート（1999） ゴールデンブーツ賞 受賞（2001） |
| リー・マーヴィン         | 主演男優賞 受賞（1966）                                                                                     | 主演男優賞 受賞（1966） 主演男優賞 ノミネート（1970） |                         | 主演男優賞 受賞（1962） |                                      | ニューヨーク映画批評家協会賞/主演男優賞 第2位（1965） ベルリン国際映画祭/男優賞 受賞（1965） 英国アカデミー賞/最優秀外国男優賞 受賞（1966） ローレル賞/コメディ部門 受賞（1966） ローレル賞/アクション部門 受賞（1967） ローレル賞/アクション部門 受賞（1968） |
| マーティン・バルサム     | 助演男優賞 受賞（1966）                                                                                     | 主演男優賞 ノミネート（1974） | 主演男優賞 受賞（1968） | 助演男優賞 ノミネート（1977） |                                      | ローレル賞/助演男優賞 受賞（1966） 英国アカデミー賞/助演男優賞 ノミネート（1976） 英国アカデミー賞/助演男優賞 ノミネート（1977） |
| ジョージ・ケネディ       | 助演男優賞 受賞（1968）                                                                                     | 助演男優賞 ノミネート（1968） 助演男優賞 ノミネート（1971） |                         | | 映画部門 殿堂入り（1991）            | ローレル賞/助演男優賞 受賞（1968） ゴールデンブーツ賞 受賞（1990） ショー・ウェスト・コンベンションUSA 特別賞（1993） |
| ロバート・ヴォーン       | 助演男優賞 ノミネート（1960）                                                                               | 助演男優賞 ノミネート（1960） 新人賞 ノミネート（1961） 男優賞（ドラマ部門） ノミネート（1965） 男優賞（ドラマ部門） ノミネート（1966）                                       |                         | 助演男優賞 受賞（1978） 助演男優賞 ノミネート（1979） | 映画部門 殿堂入り（1998）            | ローレル賞/新人賞・助演男優賞 ノミネート（1960） 英国アカデミー賞/助演男優賞 ノミネート（1970） |
| シェリー・ウィンタース   | 主演女優賞 ノミネート（1952） 助演女優賞 受賞（1960） 助演女優賞 受賞（1966） 助演女優賞 ノミネート（1973） | 主演女優賞 ノミネート（1952） 助演女優賞 ノミネート（1960） 主演女優賞 ノミネート（1963） 助演女優賞 ノミネート（1967） 助演女優賞 受賞（1973） 助演女優賞 ノミネート（1977） |                         | 主演女優賞 受賞（1964） 主演女優賞 ノミネート（1966） 助演女優賞 ノミネート（1975）                                                                                                  | 映画部門 殿堂入り（1960）            | ニューヨーク映画批評家協会賞/主演女優賞 第2位（1951） ヴェネツィア国際映画祭/審査員特別賞 受賞（1954） ローレル賞/助演女優賞 受賞（1960） ローレル賞/助演女優賞 受賞（1966） 英国アカデミー賞/助演女優賞 ノミネート（1973） 英国アカデミー賞/助演女優賞 ノミネート（1978） |
| スーザン・ストラスバーグ | | 主演女優賞 ノミネート（1963） |                         | |                                      | 英国アカデミー賞/新人賞 ノミネート（1957） マール・デル・プラタ国際映画祭/女優賞 受賞（1961） |
| レイニー・カザン         | | 助演女優賞 ノミネート（1983） |                         | ゲスト女優賞（ドラマ部門） 受賞（1988） |                                      | 全米映画俳優組合賞/キャスト賞 ノミネート（2003） |
| ジョーイ・ビショップ     | | |                         | |                                      | ローレル賞/新人賞 ノミネート（1962） |
| ロバート・フォスター     | 助演男優賞 ノミネート（1998）                                                                               | |                         | |                                      | サターン賞/助演男優賞 ノミネート（1998） サターン賞/ゲスト男優賞（ドラマ部門） ノミネート（2006） 全米映画俳優組合賞/キャスト賞 ノミネート（2012） サターン賞/ゲスト男優賞（ドラマ部門） 受賞（2014） |
| ボー・スヴェンソン       | | |                         | |                                      | サターン賞 金賞受賞（1982） |
| キム・デラニー           | | 女優賞（ドラマ部門） ノミネート（1998） 女優賞（ドラマ部門） ノミネート（1999）                                                                                               |                         | デイタイム/助演女優賞（ドラマ部門） ノミネート（1983） 助演女優賞（ドラマ部門） 受賞（1997） 助演女優賞（ドラマ部門） ノミネート（1998） 助演女優賞（ドラマ部門） ノミネート（1999） |                                      | 全米映画俳優組合賞/アンサンブル演技賞 ノミネート（1996） 全米映画俳優組合賞/女優賞（ドラマ部門）・アンサンブル演技賞 ノミネート（1997） 全米映画俳優組合賞/女優賞（ドラマ部門）・アンサンブル演技賞 ノミネート（1998） 全米映画俳優組合賞/女優賞（ドラマ部門）・アンサンブル演技賞 ノミネート（1999） TVガイド賞/フェイバリット女優賞 ノミネート（1999） 全米映画俳優組合賞/アンサンブル演技賞 ノミネート（2000） |
| ハンナ・シグラ           | | |                         | |                                      | ニューヨーク映画批評家協会賞/主演女優賞 受賞（1979） ベルリン国際映画祭/女優賞 受賞（1979） カンヌ国際映画祭/女優賞 受賞（1983） |

## その他
- 後にチャック・ノリス主演の続編となるデルタフォース2（主題は麻薬戦争）、キャストを一新したデルタフォース3(主題は再びアラブ系テロリスト)が制作される。
- リー・マーヴィンは本作が遺作となった。
- デルタ・フォースの隊員役でリーアム・ニーソンとミケルティ・ウィリアムソンがエキストラ出演している（クレジットなし）。
- 映画中に使用される曲はサウンドトラックとして発売されていたが、いずれも絶版となっている。
  - Milan LP A290（映画公開時に発売）
  - Concorde 9931(映画 ミッション・インポッシブルの没スコアとのカップリング／海賊盤)
  - Milan CD CH 290 (映画 キング・ソロモンの秘宝とのカップリング)
  - Intrada ISE1022(スコア完全盤／限定1000枚)
  - TDF-19862006 (デルタフォース、デルタフォース2のサントラを網羅、ボーナストラックとしてデルタフォース3のテーマも収録。プロモ盤)
- Themeについては、ESPN on ABCで放送されているインディ500の放送にて、1988年から1998年及び2001年以降テーマ曲的扱いである。同様にNBCスポーツが放送する、インディ500と同じコースを使うブリックヤード400でもDelta Force Themeが使われているが、ESPN/ABC関係者は懸念を表明している。

## 評価
WMCAラジオ（スーザン・グレンジャー）
「最上級のアクションアドベンジャー。ギラギラするようなサスペンスと興奮に彩られたノンストップ・アクション。もし『ランボー』や『コマンドー』タイプの映画がお好きならば、あなたは100%満足させられるでしょう」
ニューヨーク・ポスト（レックス・リード）
「チャック・ノリスは悪を地獄に送り、大衆が望む物をすべて与えてくれる。『デルタ・フォース』は、スーパーマンがいなくなった後をうめてくれる、見事なスリラーだ」
ニューヨーク・デイリー・ニュース（ジェイ・メイダー）
「この作品は、観客を興奮の極致に送り込む。ゴーラン監督は、素晴らしいアクション映画の作り方の見本を、我々に示してくれる」